# رواقية

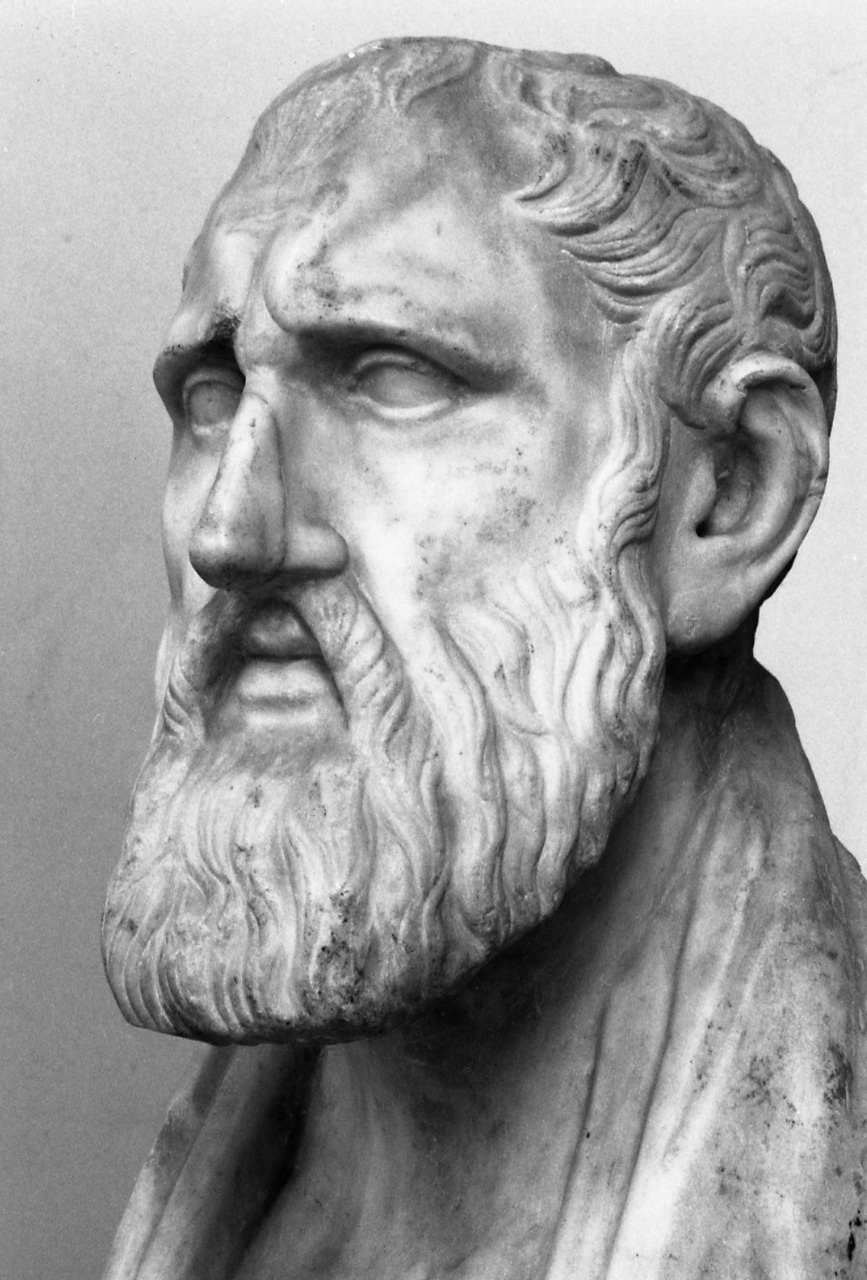
تمثال زينون الرواقي الذي أسس المدرسة الرواقيَّة وكان تاجراً فينيقيّاً.

الرِّواقيَّة أو الرُّسُوخِيَّة هي مَذهَبٌ فَلسَفيٌّ هِلِنِستِيٌّ أنشأه الفيلسوفُ اليونانيُ زينون السيشومي في أثينا ببدايات القرن الثالث قبل الميلاد. تندرج الرواقية تحت فلسفة الأخلاقيات الشخصية التي تُستَمَدُّ من نظامها المنطقي وتأملاتها على الطبيعة. وفقاً لتعاليمها، فإن الطريق إلى اليودايمونيا (السعادة أو الراحة الدائمة) يكون بتقبل الحاضر، وكبح النفس من الانقياد للذة أو الخوف من الألم، عبر مَشُورَةِ العقلِ لفهم العالم وفِعلِ ما تقتضيه الطبيعة. عُرِفَ الرِّواقِيُّون لتعاليمٍ مِثل «الفضيلة هي الخير الوحيد»، وأنَّ بقيةَ الأشياءِ الخارجيةِ كالصحةِ، الثراءِ، واللذةِ ليست شراً أو خيراً في حدِّ ذاتها، لكنَّها تحملُ قيمةً بصفتها «مادة يسع للفضيلة أن تستعملها».
يذكر زينون السيشومي: «إن العالم كلٌّ عضويّ، تتخلله قوة الله الفاعلة، وإن رأس الحكمة معرفة هذا الكل، مع التأكيد أن الإنسان، لا يستطيع أن يلتمس هذه المعرفة، إلاّ إذا كبح جماح عواطفه، وتحرر من الانفعال». والرواقيون يدعون إلى التناغم مع الطبيعة، والصبر على المشاق، والأخذ بأهداب الفضيلة، لأن الفضيلة هي إرادة الله. بحيث تركز الفلسفة الرواقية على التناغم كإطار لفهم طبيعة الاشياء وكأسلوب للتخلص من الكدر الذي تسببه الاحاسيس. وقد أطلق عليهم لقب الرواقيون لانهم عقدوا اجتماعاتهم في الاروقة في مدينة اثينا، حيث نشأت هذه الفلسفة هناك، حوالي عام 300 ق.م. كما أطلق عليهم اسم أصحاب المظلة، وحكماء المظال، وأصحاب الأصطوان.
اعتقد الرواقيون أن المشاعر الهدامة، مثل الخوف والحسد، والحب الملتهب والجنس المتقد، هم بذاتهم، أو ما تبثق عنهم، هم أحكام خاطئة، وأن الإنسان الحكيم، أو الشخص الذي حقق كمالا اخلاقيا وفكريا، ليكون قد وصل إلى درجة لا الخضوع بها لهذه المشاعر. وبالتالي، فإن ما يدل على نفسية ودرجة ادراك الفرد هي تصرفاته واعماله وليس اقواله. ولكي يحيا المرء حياة صالحة، عليه ان يستوعب قوانين الطبيعة.
ومن أشهر الرواقيين المتأخرين، في عهد الرومان، لوكيوس سنيكا وماركوس أوريليوس. اللذان أكدا أن الفضيلة هي ضرورة للسعادة، وبالتالي، فان للمرء الحكيم مناعة ضد النحس والمحن.
وقد انتشرت الرواقية لدى أتباع كثر في اليونان الرومانية وبقية انحاء الامبراطورية الرومانية واستمرت حتى اغلاق كل مدارس الفلسفة الملحدة في عام 529 الميلادية بأوامر من الإمبراطور جستينيان الأول الذي اعتبرهم مخالفون للشريعة المسيحية. وبتأثر من جوستن لبسيوس، تطورت الرواقية المحدثة بدمج الأفكار بين المسيحية والرواقية التقليدية.

## الركائز الأساسية
الرواقية فلسفة طبيعية جبرية تعتقد بوحدة الموجود وترى عكس الكلبية أن الهدف من الفكر ليس هو الشعور بالسعادة بل إن السعادة ليست إلا شعور عرضي يصاحب الوصول إلى الحقيقة بعد إعمال الفكر، أما قولهم أن الحكيم الرواقي عليه أن يتجاوز الانفعالات كالخوف والحسد.. راجع إلى اعتقادهم الجبري فما دام أن الإنسان في اعتقادهم مجبور على أفعاله ليس عليه أن يهتم بالانفعالات التي تصدر عن شعوره بالمسؤولية، إذ يروى أن زينو الرواقي مؤسس الرواقية كان يضرب عبدا له على خطأ اقترفه فذكره العبد بفلسفته التي تقول أن الإنسان مجبور على أفعاله لكي يعفو عنه فرد زينو قائلا وأنا أيضا مجبور على ضربك، وقد كان الفيلسوف ابكتيتوس رواقيا.

## التاريخ
اشتُق اسم الرواقية من ستوى بويكل (باليونانية القديمة: ἡ ποικίνη στοά)، أو «الشرفة المطلية»، وهي عبارة عن رواق مزين بمشاهد معركة أسطورية وتاريخية على الجانب الشمالي من أغورا في أثينا حيث اجتمع زينون من كيتيوم بأتباعه وناقشوا أفكارهم قرب نهاية القرن الرابع قبل الميلاد. وعلى عكس الأبيقوريين اختار زينون تدريس فلسفته في مكان عام. وكانت الرواقية تُعرف في الأصل باسم الزينونية. ومع ذلك سرعان ما أسقط هذا الاسم، على الأرجح لأن الرواقيين لم يعتبروا مؤسسيهم حكماء تمامًا، ولتجنب خطر تحول الفلسفة إلى عبادة شخصية.
تطورت أفكار زينون من أفكار الكلبيين (التي جلبها إليه أقراطس الطيبي)، الذين كان الأب المؤسس لهم أنتيستنيس من تلاميذ سقراط. وكان خليفة زينون الأكثر تأثيرًا هو خريسيبوس، الذي تبع كليانثس كزعيم للمدرسة، وكان مسؤولًا عن تأسيس ما يسمى الآن بالرواقية. وأصبحت الرواقية الفلسفة الأكثر شعبية بين النخبة المتعلمة في العالم الهلنستي والإمبراطورية الرومانية لدرجة أنه «أعلن جميع خلفاء الإسكندر تقريبًا أنفسهم رواقيين» على حد تعبير غيلبرت موراي. وركز الرواقيون الرومان اللاحقون على تعزيز الحياة المتناغمة داخل الكون الذي نحن مشاركون نشطون فيه.
يقسم الباحثون عادة تاريخ الرواقية إلى ثلاث مراحل: الرواقية المبكرة من تأسيس زينون حتى أنتيباتر؛ والرواقية الوسطى بما في ذلك بانتيوس وبوسيدونيوس؛ والرواقية المتأخرة بما في ذلك موسونيوس روفوس وسينيكا وإبكتيتوس وماركوس أوريليوس. ولم تنجُ أي أعمال كاملة من المرحلتين الأوليتين من الرواقية. ولم تصل سوى النصوص الرومانية من الرواقية المتأخرة.

## النظام الفلسفي
لا تعد هذه الفلسفة بتحقيق أي شيء خارجي للإنسان، وإلا فإنها تكون قد اعترفت بشيء يقع خارج نطاق موضوعها الصحيح. فمثلما تكون مادة النجار هي الخشب، وتُصنع التماثيل من البرونز، كذلك فإن موضوع فن الحياة هو حياة كل إنسان.
— إبكتيتوس، المحادثات 1.15.2، ترجمة روبن هارد المنقحة
من بين جميع مدارس الفلسفة القديمة ادعت الرواقية أعظم ادعاء بأنها منهجية تمامًا. ومن وجهة نظر الرواقيين الفلسفة هي ممارسة الفضيلة، والفضيلة بأعلى أشكالها هي المنفعة، وتكون مبنية على مُثُل المنطق، والمادية الأحادية، والأخلاق الطبيعية. وتشكل هذه المُثُل الثلاثة فضيلة ضرورية «لعيش حياة عقلانية»، نظرًا إلى أنها جميعها أجزاء من اللوغوس أو الخطاب الفلسفي، الذي يتضمن حوار العقل العقلاني مع نفسه. وأكد الرواقيون على الأخلاق باعتبارها المحور الرئيسي للمعرفة الإنسانية، على الرغم من أن نظرياتهم المنطقية كانت ذات أهمية أكبر للفلاسفة اللاحقين.
تعلم الرواقية تنمية ضبط النفس كوسيلة للتغلب على المشاعر المؤذية؛ وترى الفلسفة أن التحول إلى مفكر حاضر الذهن وغير متحيز يسمح للمرء بفهم المنطق الكلي (اللوغوس). ويتضمن الجانب الأساسي للرواقية تحسين الرفاهية الأخلاقية والمعنوية للفرد: «تتكون الفضيلة من إرادة تتناغم مع الطبيعة». وينطبق هذا المبدأ أيضًا على مجال العلاقات بين الأشخاص؛ فتوصي «أن يتحرروا من الغضب والحسد والغيرة»، وأن يقبلوا حتى العبيد «على أنهم متساوون مع الآخرين، لأن جميع البشر على حد سواء هم نتاج الطبيعة». 
تتبنى الأخلاق الرواقية منظورًا حتميًا؛ فيما يتعلق بأولئك الذين يفتقرون إلى الفضيلة الرواقية، رأى كليانثس أن الرجل الشرير «مثل كلب مربوط بعربة، ومجبر على الذهاب أينما ذهبت». وعلى النقيض من ذلك فإن الرواقي الفاضل سيعدل إرادته لتتناسب مع العالم، على حد تعبير إبكتيتوس «يكون مريضًا ومع ذلك سعيدًا، أو في خطر ومع ذلك سعيدًا، ويموت ومع ذلك سعيدًا، في المنفى وسعيدًا، في خزي ولكنه يبقى سعيدًا». وبالتالي تفترض الرواقية إرادة فردية «مستقلة تمامًا» وفي نفس الوقت كونًا «كلًا واحدًا حتميًا بشكل صارم». وقد وصفت وجهة النظر هذه لاحقًا باسم «واحدية الوجود الكلاسيكية» (واعتمدها الفيلسوف الهولندي باروخ سبينوزا).

### المنطق
يعتبر ديودوروس الكرونوسي، الذي كان أحد معلمي زينون، الفيلسوف الذي قدم وطور لأول مرة منهجًا للمنطق المعروف الآن باسم حساب القضايا، والذي يعتمد على البيانات أو الافتراضات، بدلًا من المصطلحات، ويختلف بشكل كبير عن مصطلح المنطق عند أرسطو. وفي وقت لاحق طور خريسيبوس نظامًا أصبح يعرف باسم المنطق الرواقي وتضمن نظامًا استنتاجيًا هو القياس الرواقي، والذي كان يعتبر منافسًا للقياس المنطقي لأرسطو (القياس المنطقي). وظهر الاهتمام الجديد بالمنطق الرواقي في القرن العشرين، عندما استندت التطورات المهمة في المنطق إلى حساب القضايا. وقد كتبت سوزان بوبزين: «إن أوجه التشابه العديدة بين المنطق الفلسفي لخريسيبوس ومنطق جوتلوب فريجه ملفتة للنظر بشكل خاص».
تشير بوبزين أيضًا إلى أن «خريسيبوس كتب أكثر من 300 كتاب في المنطق، في أي موضوع يتعلق بالمنطق اليوم تقريبًا، بما في ذلك نظرية الأفعال اللغوية، وتحليل الجمل، وتعابير المفرد والجمع، وأنواع المحمول، والمؤشرات، والافتراضات الوجودية، والروابط المنطقية، والفصل، والشرطية، والاستتباع المنطقي، وأشكال الحجة الصحيحة، ونظرية الاستنباط، والمنطق المقترح، ومنطق الموجهات، والمنطق الزمني، والمنطق المعرفي، ومنطق الافتراضات، ومنطق الحتميات، والغموض والمفارقات المنطقية.

## الفلاسفة الرواقيون
الرواقيون هم دعاة مدرسة فلسفية انتشرت في إطار الثقافة اليونانية في القرن الرابع قبل الميلاد، تحت تأثير الأفكار التي تدعو إلى المواطنة العالمية، وتحت تأثير الأفكار ذات النزعة الفردية، وتحت تأثير التطورات التقنية التي فرضها التوسع في المعرفة الرياضية، وكان زينون وكريسيبوس أكبر الدعاة البارزين للمدرسة في القرنين الرابع والثالث قبل الميلاد وقد تحدد دور العلوم لديهم على النحو التالي:
- المنطق هو السور، الفيزياء هي التربة الخصبة، الأخلاق هي ثمرتها.

والمهمة الرئيسية للفلسفة تخص الأخلاق، وليست المعرفة أكثر من وسيلة اكتساب الحكمة والمهارة في الحياة، ويذهب الرواقيون إلى أن الحياة يجب أن تعاش وفق الطبيعة، وتقوم السعادة في البلادة أو التحرر الانفعالي، وفي سلام العقل وفي رباطة الجأش، والقدر يحدد كل شيء في الحياة ومن يتقبل هذا يرضيه القدر، ومن يقاوم يرغمه القدر.
وكان الرواقيون ماديين في تصورهم للطبيعة، ويقولون بأن كل ما في العالم أجسام ذات كثافة مختلفة، والحقيقي يجب تمييزه من الحق، ولا شيء سوى الأجسام يوجد حقاً، والحقيقي من جهة أخرى غير متجسد ولا يوجد، والحقيقي ليس سوى عبارة.
وعند الرواقيين تتحد المادية بالمذهب الأسمى، والحواس تفهم الواقع على أنه أشياء جزئية، والعلم يسعى إلى فهم العام، غير أن هذا العام على هذا النحو لا يوجد في العالم، وقد سلم الرواقيون بوجود أربع مقولات وهي:
- القوام (الموجود)، الكيف، الحالة (أي «الكينونة»)، الحالة النسبية («الوجود إلى يمين شيء ما»)

والرواقيون، على عكس منطق المحمولات، ابدعوا منطقاً للقضايا لا يقوم على الأحكام القطعية بل على الأحكام النسبية، وأنشأ الرواقيون ضروباً من ارتباط الأحكام أشار إليها المنطق الحديث على أنها تضمين مادي.
وأبرز الرواقيون هم:
يعتبر زينون الرواقي (334 ق.م - 262 ق.م) مؤسس الفلسفة الرواقية.
ويليه كليانثس (330 ق.م - 30 ق.م) وخريسيبوس (279 ق.م - 206 ق.م) كروَّاد هذه الفلسفة الأوائل.
كتب خريسيبوس بغزارة أكثر من غيره، حيث الف ما يزيد عن 165 عملاً، لكن لم يبقَ من مؤلفاته إلا القليل.
أما الفلاسفة الرواقيين الذين وصلت إلينا أعمالهم الكاملة هم أولئك الذين عاشوا في الحقبة أزمنة الأمبراطورية سينكا الأصغر (4 ق.م - 65 م)، أبكتاتوس (55 م - 135 م)، والإمبراطور ماركوس أوريليوس (121 م - 180 م).
وفي تاريخ الإسلام مثل هذه الفرقة الملحدون الدياصنة الذين انتشروا في العراق في العصر العباسي وكانت لهم مناظرات مع هشام بن الحكم تلميذ الإمام جعفر الصادق وقد كان هشام بن الحكم ملحدا ديصانيا قبل أن يصير من شيعة الإمام الصادق.

## المواضع الفلسفية
الفلسفة والحياة
يعتقد الفلاسفة الرواقيون أن الفلسفة ليست مجرد تسلية أو علم لذاته بل طريقة في الحياة ولهذا نراهم يعرفون الفلسفة كتمرين أو كممارسة حياتية خالصة ويجب أن تكون هكذا.